# Combat de Pitsounda
Guerre de Crimée
Batailles
Le combat de Pitsounda où bataille de Pitsounda est un affrontement naval livré en mer Noire le 9 novembre 1853 pendant la guerre de Crimée (1853-1855) au large du port de Pitsounda 
Pendant cet affrontement, la frégate russe Flora repousse les attaques de trois frégates à vapeur turques.